# Seventh Mountain
Seventh Mountain az Amerikai Egyesült Államok északnyugati részén, Oregon állam Deschutes megyéjében, a Deschutes-folyó nyugati partján, Bendtől délnyugatra elhelyezkedő statisztikai- és önkormányzat nélküli település. A 2010. évi népszámláláskor 187 lakosa volt. Területe 5,05 km², melynek 100%-a szárazföld.
A települést Benddel a Century High Highway köti össze, amely a Bachelor-hegy sípályáihoz haladó Cascade Lakes Scenic Byway része. A statisztikai területen található a Seventh Mountain üdülő, ahol 21 épületben körülbelül 200 apartman található.

## Népesség
A 2010-es népszámláláskor  187 lakója, 93 háztartása és 77 családja volt. A népsűrűség 37 fő/km2. A lakóegységek száma 199, sűrűségük 39,4 db/km2. A lakosok 92,5%-a fehér, 2,1%-a afroamerikai,  2,1%-a ázsiai,  2,1%-a egyéb, 1,1%-a pedig kettő vagy több etnikumú. A spanyol vagy latino származásúak aránya 3,7% (2,1% mexikói,   1,6% egyéb spanyol vagy latino származású.)
A háztartások 6,5%-ában élt 18 évnél fiatalabb. 80,6% házas, 1,1% egyedülálló nő, 1,1% egyedülálló férfi, 17,2% pedig nem család. 12,9% egyedül élt; 6,4%-uk 65 éves vagy idősebb. Egy háztartásban átlagosan 2,01 személy élt; a családok átlagmérete 2,17 fő.
A medián életkor 62,7 év volt. Lakóinak 4,8%-a 18 évesnél fiatalabb, % 18 és 24 év közötti, 4,8%-uk 25 és 44 év közötti, 50,8%-uk 45 és 64 év közötti, 39,6%-uk pedig 65 éves vagy idősebb. A lakosok 51,9%-a férfi, 48,1%-a pedig nő.

## Fordítás
Ez a szócikk részben vagy egészben  a   Seventh Mountain című angol Wikipédia-szócikk ezen változatának fordításán alapul.  Az eredeti cikk szerkesztőit annak laptörténete sorolja fel. Ez a jelzés csupán a megfogalmazás eredetét és a szerzői jogokat jelzi, nem szolgál a cikkben szereplő információk forrásmegjelöléseként.